# Номерний знак транспортного засобу

Чеський номерний знак

Номерний знак транспортного засобу (автомобільний номерний знак) — пластина-ідентифікатор для обліку транспортних засобів. Виготовляються з листового металу, пластмаси, паперу, картону, порцеляни, дерева, шкіри, гуми або з комбінацій перерахованих матеріалів.

## Історія
В 1891 році французьке місто Ліон першим запровадило місцеві ідентифікаційні номери для автомобілів. У 1893 році по всій Франції було запроваджено цифрові номерні знаки на табличках, що містили також дані про власника автомобіля та місце його проживання. В 1896 році номерні знаки з'явилися в Прусії, в 1898 — в Нідерландах, в 1899 — в Баварії.
Запровадження літерних кодів регіонів припало на початок XX сторіччя. 31 жовтня 1900 року Іспанія першою запровадила систему регіонального кодування і вже до кінця року було зареєстровано 4 номерні знаки в регіонах Касерес, Саламанка та на Балеарських островах. Першим номерним знаком став РМ-1 (Пальма де Майорка). Ця система успішно використовувалась до 2000 року, лише в 1972 році було її було модифіковано літерним суфіксом, коли кількість номерних знаків в регіонах Мадрид та Барселона наблизилася до мільйона.
Через тривалу дискусію серед британських автовласників про доцільність цього кроку, викликану побоюваннями втручання в приватне життя, номерні знаки у Великій Британії було введено у грудні 1903 року.
Австрійська частина Австро-Угорської імперії започаткувала видачу номерних знаків в 1906 році, які стали, мабуть, першими номерними знаками на українських землях (території Галичини та Буковини).
Угорська частина Австро-Угорщини, до складу якої на той час входила Підкарпатська Русь разом із Ужгородом, запровадила номерні знаки в 1908 році.
Загальний німецький стандарт номерних знаків було запроваджено 1906 року. Існує легенда про берлінського комерсанта Рудольфа Гертцога, що в 1901 році вирішив написати на знаку щойно придбаного автомобіля ініціали своєї дружини Іоганни Анкер. Так першим комбінованим номером став ІА-1, а згодом сполучення ІА стало традиційним для берлінських авто. Але все є простішим: літера І — це римська одиниця, що позначала Прусію, літера А — це позначка столиці. Так само, як ІІА — Мюнхен (столиця Баварії), ІІІА — Штутгарт (столиця Вюртемберґу). Ця система проіснувала з 1906 до 1945 року і нараховувала більше 150 кодів, серед яких були і коди окупованих під час Другої світової війни територій (наприклад RU та RKU означали рейхскомісаріат Україна).
Російська імперія не запровадила загальнодержаного стандарту номерних знаків до 1917 року. Номерні знаки видавалися місцевими органами влади за власними критеріями. Часто номерні знаки однієї місцевості не визнавали в інших. В більшості регіонів номерні знаки мали лише цифри. Відомо, що в Києві під час Лютневої революції зустрічалися номерні знаки з трьома цифрами і однією літерою на чорному тлі.
Стара фотохроніка передає наявність номерних знаків на київських автомобілях в період визвольних змагань часів УНР. Вони мали біле тло і формат «А-123», колір символів встановити неможливо, через чорно-біле зображення.
Перші радянські автомобільні номери не відрізнялись від дореволюційних. В 1931 році до цифр додали префікс-регіон (формат А-12-34). В 1934 році пройшла заміна на номерні знак фактично «американського» стандарту з цифрами в основному верхньому рядку (комбінації 1-23, 12-34, 1-23-45) та умовною назвою регіону (дортрансом) — в нижньому. В 1936 році було введено номерні знаки з білими символами на чорному тлі (формат АБ 12-34), де літери — кодування регіону. Ці номерні знаки мали шрифт, ідентичний англійському «Чарлз Райт» зразка 1935 року. По закінченні  Німецько-радянської та Другої світової війн в 1946 році запроваджено обов'язкову перереєстрацію всього наявного транспорту. Нові номерні знаки мали попередній формат (АБ 12-34), але літери менші за цифри, колір символів став чорним на жовтому тлі. В 1959 році запроваджено стандарт 12-34 АБВ, з білими символами на чорному тлі. Літери, як і раніше, мали половину висоти цифр (АБ — регіон, В — змінна літера). В 1977 році було розроблено, а в 1980 — запроваджено номерні знаки загальноприйнятої європейської форми (розмір — 520×112 мм, формат — 1234АБВ), що за змістом повторювала стандарт 1959 року. Для автомобілів приватної форми власності призначався формат А1234БВ, де БВ — регіон, А — змінна літера.
Перші номерні знаки в США вимагав штат Нью-Йорк з 1901 року, але автовласник мав самостійно їх виготовляти. Першим в США розпочав видавати номерні знаки штат Массачусетс в 1903 році, в Канаді — в 1903 році в провінції Онтаріо. До середини 1920-х років номерні знаки карбувалися в більшості регіонів Північної Америки, крім малозаселених Північних провінцій Канади. Номерні знаки мінялися щорічно. Під час Другої Світової війни для економії металу стали видавати половинки номерних знаків, що прилаштовувались до наявних і підтверджували їхню пролонгацію.

### Європейська та Американська концепції розвитку

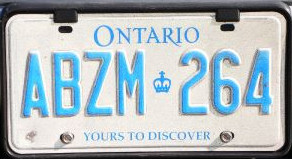
«Американська» форма

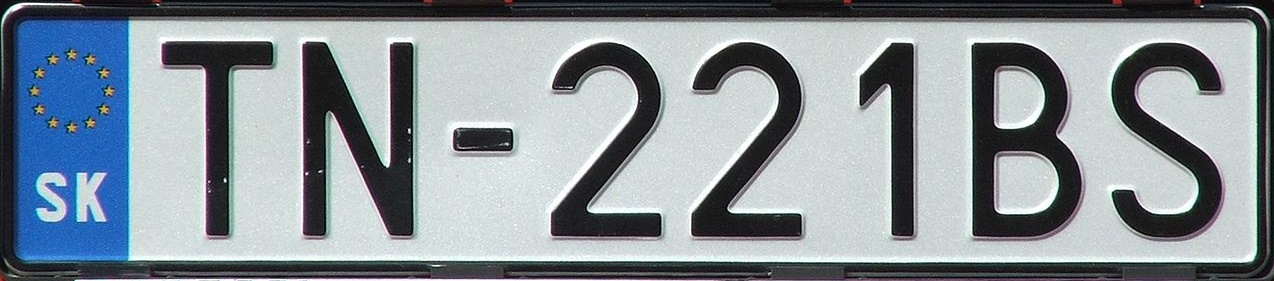
«Європейська» форма

На відміну від «європейської» концепції, з її переважно однорядковим розташуванням символів за океаном сформувалася своя «американська» концепція. Її сутність полягає в написанні назви регіону меншим шрифтом зверху або знизу від основної комбінації літер та цифр номерного знаку. Також для «американської» концепції є характерною наявність фонового зображення.
Ці дві концепції дали початок паралельному розвитку номерних знаків по всьому світу. На теперішній час[коли?] в Європі, Африці, Азії превалює «європейський» тип, а в Північній і Південній Америці, Австралії, Тихоокеанському регіоні та на Далекому сході — «американський».
Приватні автовласники часто вважають оригінальним декорувати свій транспортний засіб американським номерним знаком в Європі, в Америці ж навпаки: європейські номерні знаки вважаються оригінальною прикрасою.

### Регіональне кодування
В багатьох країнах регіональне кодування відсутнє. В іншому випадку регіональне кодування слід поділити на три основні типи: літерне, цифрове, текстове.
Літерне кодування набуло поширення ще на початку XX сторіччя і стало першим типом кодування. При такому кодуванні кожному регіону надається літерний код. Літера або літеросполучення може бути співзвучне назві регіону (характерно для післявоєнної Німеччини), або надаватися в абетковому порядку (характерно для Великої Британії в період 1903—1932 рр., а також для чинного українського стандарту).
Цифрове кодування мало свій початок, як інтервальне. В 1930-х роках Польща мала п'ятизначні номерні знаки в яких регіон визначався одразу п'ятьма знаками, наприклад якщо число попадало в інтервал 70000-74999, це означало Станиславівське воєводство.
Текстове кодування характерне для «американського» типу номерних знаків, коли назва регіону пишеться повністю. В США багато штатів крім основного текстового кодування мають підкодування за графствами в межах штату. Це може бути літерне, цифрове або текстове підкодування.
Цифрове кодування в 1950 році трансформувалося в найвідомішу французьку систему ФНІ, що існувала до 2009 року і мала багато послідовників в інших країнах, перш за все колишніх колоніях Франції. Проста система, коли кожному регіону надається цифровий код має два вагомі недоліки: мнемонічну складність для запам'ятовування та збій в ряді чисел при появі в системі нових регіонів. Прикладом може слугувати колишній французький департамент № 20 Корсика, що згодом розділився на Верхню Корсику та Південну Корсику, причому код № 20 довелося скасувати, призначивши коди 2А та 2В.

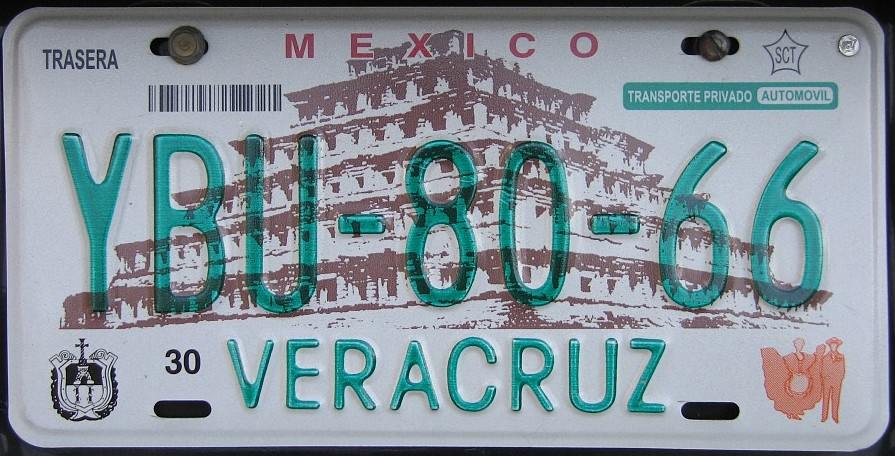
Номер штату Веракрус.

 В 1958 році в американському штаті Колорадо з'явилося інтервальне літерне підкодування, що повторює схему цифрового інтервального кодування. На сьогодні такий тип наскрізного кодування використовується в Мексиці і Бразилії одночасно з текстовим кодуванням штатів. Наприклад, якщо літерна комбінація знаходиться в інтервалі від XYA до YVZ, то на мексиканському номері однозначно буде вказано назву штату Веракрус.

### Форми номерних знаків

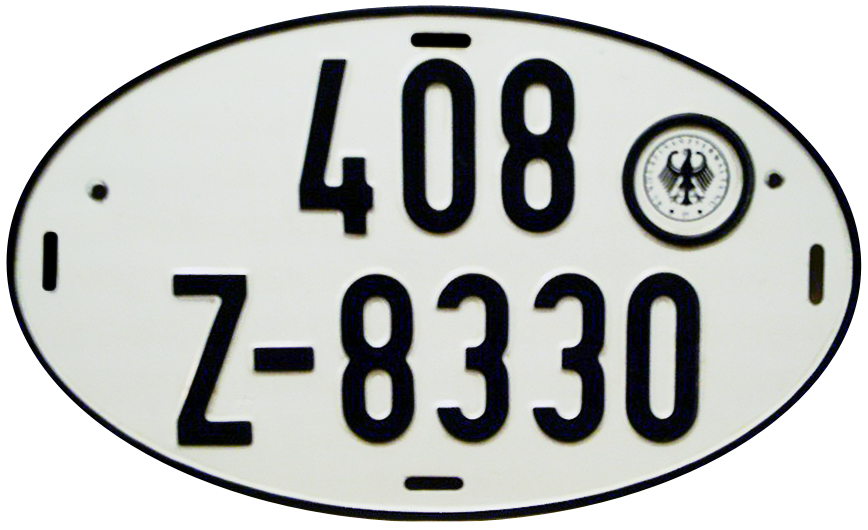
Овальний німецький номер

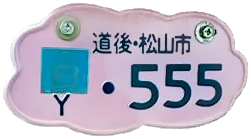
Японська хмаринка

Зазвичай більшість номерних знаків мають прямокутну форму, але відомо багато інших форм. Коло, овал, трикутник, ромб, прямокутник з обрізаними кутами (відомий і в Україні) — найбільш прості. У Великій Британії задні номерні знаки можуть мати розміри та форми, що повторюють обриси місця прилаштування (shaped plates).
В період 1936—1956 рр., американський штат Теннессі карбував номерні знаки у формі обрисів цього штату на мапі. З 1970-х років і по сьогоднішній день Канадські Північно-західні території випускають номерні знаки у формі силуету полярного ведмедя. Далі за всіх пішла Японія, де з 2012 року можлива будь-яка, офіційно затверджена на рівні префектури, форма номерного знаку. Поки що це стосується лише мопедів, але триває обговорення щодо поширення цього правила на всі номерні знаки. Вже відомі японські номерні знаки у формі хмаринок, рисових зерен, башт тощо.

### Комплектність і розташування
Комплект номерних знаків для автомобіля, частіше за все, складається з двох пластин, для розташування їх попереду і позаду транспортного засобу. Деякі країни вимагають розташовувати додаткову табличку або наліпку, що повторює символи номерного знаку під склом всередині автомобіля. Це робиться для протидії підробці та викраденню номерних знаків. Така практика поширена в Польщі, Угорщині та Мексиці.
В таких країнах, як Греція, Італія, Ліхтенштейн, Швейцарія передні та задні номерні знаки мають різні розміри. В Великій Британії, аж до 2009 року і у Франції, номерні знаки мали різні кольори (передні — біле тло, задні — жовте).
В США деякі штати (в Канаді — провінції чи території) вимагають наявність двох пластин, а деякі — лише однієї задньої.
Комплект номерних знаків для мотоциклів, мопедів тощо, найчастіше складається з однієї задньої пластини. Деякі країни (наприклад Китай, Індія) вимагають мати і передню пластину, що розташовується перпендикулярно напрямку руху транспортного засобу. В першій половині XX сторіччя більшість країн вимагали наявність передніх номерних знаків для мототранспорту, причому розташування було вздовж напряму руху на передньому крилі. Таке розташування стало причиною багатьох летальних випадків серед мотоциклістів через травмування гострою кромкою номерного знаку при падінні через кермо і було визнано небезпечним.
Номерні знаки для причіпного складу здебільшого розташовуються позаду, але інколи (наприклад в деяких штатах США) причіп має два номерні знаки, один з яких треба розташувати в передній частині тягача. Деякі країни (наприклад Нідерланди) не вимагають мати постійний номерний знак для причепів масою до 750 кг, але в комплекті тягача має бути додатковий номерний знак (репітер), що чіпляється на такий причіп. В Італії ж будь-який причіп, що має власний номерний знак повинен мати репітер з номером тягача.

### Забарвлення

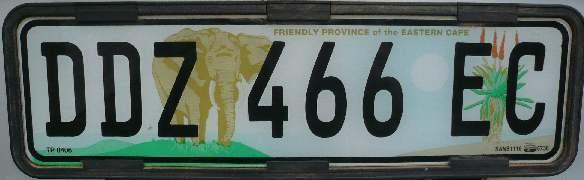
Номер провінції Істерн-Кейп (ПАР)

В Європі переважають класичні уявлення про кольорові гами для номерних знаків. Основними кольорами для регулярних номерів є біле тло та чорні символи. Також поширеними є номерні знаки «чорне на жовтому» та «червоне на білому», інші типи поширені набагато менше. Синя стрічка (так званий «євробанд») вперше з'явилася на номерних знаках Ірландії в 1991 році та зараз поширилася серед країн Євросоюзу. Деякі країни використовують номерні знаки з «псевдоєвробандами» — синіми стрічками з національною символікою: Україна (з 2015), Молдова, Норвегія, Туреччина.

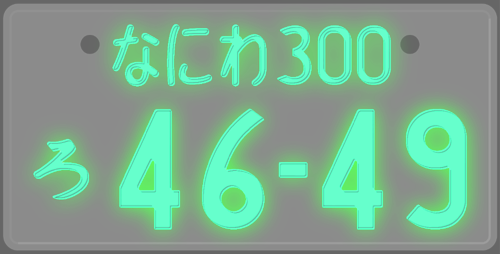
Номер «Дзіко-Сікі»

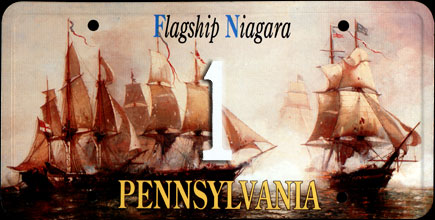
Пенсільванія 1

В США, з розвитком можливостей кольорового друку, номерні знаки набули вигляду витворів художнього мистецтва. Крім регулярних існує безліч спеціальних номерних знаків, що створює розмаїття кольорових гам. Канада, Мексика, Австралія та інші країни таким саме чином урізноманітнюють свої номерні знаки. Разом з тим фонові зображення роблять неможливим перефарбування номерного знаку та слугують додатковим чинником в боротьбі із підробками.
Своєрідний мікс являють собою номерні знаки ПАР, що мають європейські розміри і розташування символів та американський стиль фонових зображень.
В Японії з 1972 року існують спеціальні номерні знаки «Дзіко-Сікі» (яп. 字光式, ромадзі jiko-shiki), що самі підсвічуються. Пластина таких знаків виконується з білого пластику, в якому зроблені, завішені прозорим зеленим пластиком, отвори у формі необхідних символів. Під пластиною розташований блок ламп. У деяких країнах Африки та Азії такий тип номерного знаку також використовується неофіційно. Прообразом таких номерних знаків можна вважати французькі люмінісцентні номерні знаки 20-х років XX сторіччя.

### Життєвий цикл
У Великій Британії всі номерні знаки, випущені з 1903 року є дійсними і можуть використовуватися без жодних обмежень. В США номерні знаки підлягають обов'язковій заміні в терміни, що встановлює уряд конкретного штату. Найстаршими в США є номерні знаки штату Делавер, що діють з 1970 року, середній же термін дії становить 3-5 років. Наприклад, в 2012 році штат Техас змінив дизайн пластин, замінивши пластини 2010 року.
У 2009 році уряд Демократичної Республіки Конго, змінивши дизайн номерних знаків, вимагав перереєстрації всіх транспортних засобів країни, що спричинило скандал і звинувачення уряду в корумповоності.

### Індивідуальні номерні знаки
Іноді автовласники бажають отримати комбінацію символів, яка має окремий сенс крім загальної ідентифікації транспортного засобу. Індивідуальні номерні знаки можна поділити на три основні категорії: «низькономерні», «бажані» та «марнославні» набори символів.
У багатьох країнах, у тому числі в Україні, дозволено мати номерні знаки, символи на яких власник визначає самостійно. Крім того власник може обрати зображення чи фоновий малюнок для свого номерного знаку, але в більшості країн ця опція обмежується стандартним набором зображень, затвердженим законодавчо. Так, у США ескізи майбутніх номерних знаків індивідуального характеру подаються на розгляд у Департамент моторних транспортних засобів (DMV), після чого погоджений проєкт пропонується потенційним власникам. У випадку, якщо за встановлений термін подано необхідну кількість заяв на придбання номерних знаків, такий тип офіційно затверджується і починається його карбування.
Відомо, що лише українські автовласники мають можливість законно наносити на номерні знаки зображення на власний розсуд, якщо ці зображення не підпадають під визначення заборонених[джерело?].
Низькономерні комбінації характерні для країн, де немає в ужитку нулів перед цифрами, що передають значення. В Україні популярними є псевдонизькономерні знаки на кшталт «ХХ 0001 XX» тощо. Офіційна ціна таких знаків коливається від 4 до 30 тис. грн. Серед «бажаних» комбінацій офіційно видаються:
Комбінації чотирьох однакових цифр — 30 тис. грн;
Послідовні комбінації від 0001 до 0009 — 30 тис. грн;
Три однакові цифри поспіль (наприклад: 0777) — 10 тис. грн;
Дві послідовні пари однакових цифр (наприклад: 1122) — 10 тис. грн;
Комбінації 0123 та 1234 — 10 тис. грн;
Комбінації, що починаються з двох нулів, а наступні цифри неоднакові (наприклад: 0032) — 8 тис. грн;
Три однакові цифри не поспіль (наприклад: 7077) — 4 тис. грн;
Комбінації, де однакові перша і третя цифра, друга і четверта цифра; або перша й четверта цифра, друга і третя цифра (наприклад: 1221; 1212) — 4 тис. грн.
У Великій Британії, де офіційно існують лише регулярні номерні знаки, поширеним є явище «плекання» номерних знаків, коли «бажана» комбінація літер і цифр набуває звучання. Наприклад «N1 TRO» читається як «nitro», «YE58 OSS» — «yes boss», «AR53 NAL» — «arsenal», «BU55 ELL» — «bus sell», «BE57 CAR» — «best car» тощо. Бізнес на «бажаних» комбінаціях добре налагоджений через систему аукціонів та спеціалізованих фірм, де продаються вживані комбінації. Нові комбінації із сенсом продаються прямо в «Агенції з ліцензування водіїв і транспортних засобів» (DVLA). У 2007 році стався казус, коли чергову шотландську серію «SN07», через такі звичаї читання номерних знаків, прийшлося замінити на «TN07», щоб не виникало асоціацій зі словом snot («сопля»).

### Цифровий номерний знак
Компанія Reviver Auto розробила цифрові номерні знаки та станом на 2019 рік має ексклюзивні права на його реалізацію у Мічигані, Каліфорнії та Аризоні. Цифровий номерний знак це екран з захисним склом, комп'ютерним чипом та системою бездротового зв'язку. Працює номер від вбудованого акумулятора. На екрані можуть відтворюватися системні повідомлення, наприклад, якщо машину вкрали. Такі пристрої значно спростять процес зміни номера.

## Номерні знаки різних країн і територій
- Австралія
- Австрія
- Азербайджан
- Албанія
- Алжир
- Ангола
- Андорра
- Антигуа і Барбуда
- Аргентина
- Афганістан
- Багамські острови
- Бангладеш
- Барбадос
- Бахрейн
- Беліз
- Бельгія
- Бенін
- Білорусь
- Болгарія
- Болівія
- Боснія і Герцеговина
- Ботсвана
- Бразилія
- Бруней
- Буркіна-Фасо
- Бурунді
- Бутан
- Вануату
- Ватикан
- Велика Британія
  - Гернсі
  - Гібралтар
  - Мен
  - Північна Ірландія
  - Олдерні
  - Фолкленди
- Венесуела
- В'єтнам
- Вірменія
- Габон
- Гаїті
- Гамбія
- Гана
- Гаяна
- Гватемала
- Гвінея
- Гвінея-Бісау
- Гондурас
- Гренада
- Греція
- Грузія
- Данія
- Демократична Республіка Конго
- Джибуті
- Домініка
- Домініканська Республіка
- Еквадор
- Екваторіальна Гвінея
- Еритрея
- Естонія
- Ефіопія
- Єгипет
- Ємен
- Замбія
- Західна Сахара
- Зімбабве
- Ізраїль
- Індія
- Індонезія
- Ірак
- Іран
- Ірландія
- Ісландія
- Іспанія
- Італія
- Йорданія
- Кабо-Верде
- Казахстан
- Камбоджа
- Камерун
- Канада
- Катар
- Кенія
- Киргизстан
- Китай
- Кіпр
- Кірибаті
- Колумбія
- Коморські острови
- Конго
- Корейська Республіка
- КНДР
- Коста-Рика
- Кот-д'Івуар
- Куба
- Кувейт
- Лаос
- Латвія
- Лесото
- Литва
- Ліберія
- Ліван
- Лівія
- Ліхтенштейн
- Люксембург
- Маврикій
- Мавританія
- Мадагаскар
- Малаві
- Малайзія
- Малі
- Мальдіви
- Мальта
- Марокко
- Маршалові острови
- Мексика
- Мікронезія
- Мозамбік
- Молдова
- Монако
- Монголія
- М'янма
- Намібія
- Науру
- Непал
- Нігер
- Нігерія
- Нідерланди
  - Аруба
- Нікарагуа
- Німеччина
- Нова Зеландія
- Норвегія
- ОАЕ
- Оман
- Пакистан
- Палау
- Палестина
- Панама
- Папуа Нова-Гвінея
- Парагвай
- Перу
- ПАР
- Польща
- Португалія
- Північна Македонія
- Росія
- Руанда
- Румунія
- Сальвадор
- Самоа
- Сан-Марино
- Сан-Томе і Принсіпі
- Саудівська Аравія
- Свазіленд
- Сейшельські острови
- Сенегал
- Сент-Вінсент і Гренадини
- Сент-Кітс і Невіс
- Сент-Люсія
- Сербія
- Сінгапур
- Сирія
- Словаччина
- Словенія
- Соломонові острови
- Сомалі
- Судан
- Південний Судан
- Суринам
- Східний Тимор
- США
- Сьєрра-Леоне
- Таджикистан
- Таїланд
- Танзанія
- Того
- Тонга
- Тринідад і Тобаго
- Тувалу
- Туніс
- Туреччина
- Туркменістан
- Угорщина
- Уганда
- Узбекистан
- Україна
- Уругвай
- Фіджі
- Філіппіни
- Фінляндія
- Франція
- Хорватія
- ЦАР
- Чад
- Чехія
- Чилі
- Чорногорія
- Швейцарії
- Швеція
- Шрі-Ланка
- Ямайка
- Японія